# Alf Hornborg
Alf Hornborg, född 20 oktober 1954, är en svensk professor i humanekologi.

## Biografi
Hornborg disputerade 1986 på en avhandling om social organisation hos ursprungsbefolkningen i Sydamerika. Han blev professor i humanekologi vid Lunds universitet 1993.
Hornborg behandlar i många av sina publikationer globala frågor kring hållbarhet och miljörättvisa. I sin analys hävdar han att konventionella föreställningar om ekonomisk tillväxt och tekniska framsteg är kulturella illusioner som döljer hur ojämnt utbyte (asymmetriska överföringar) av biofysiska resurser är en förutsättning för modern, globaliserad teknik.
Han har, bland annat i boken Kannibalernas maskerad (2021), påtalat att modern konsumtion genom världsmarknadshandel är subtila strategier för rikare länder att tillägna sig arbetstid och naturutrymme från andra delar av världen. Att på marknaden byta sin arbetstid mot varor i vilka har nedlagts flerdubbla mängder lågavlönad arbetstid är att tillägna sig en nettotillförsel av levd tid eller arbetsenergi. Detta innebär att moderna fartyg är uttryck för en kannibalism, där fartygen istället för att likt slavskeppen frakta fastkedjad arbetskraft över haven fraktar produkter som innehåller livsenergi från fattiga länder.
Hornborgs vetenskapliga publicering har (2025) enligt Google Scholar över 12 600 citeringar och ett h-index på 44.